# Сельхозферма (посёлок)
Сельхозфе́рма — посёлок в Охотском районе Хабаровском крае. Входит в состав Инского сельского поселения.

## География
Посёлок находится на расстоянии 110 км к востоку от рабочего посёлка Охотск, административного центра района.

## Население
| 1992 | 2002 | 2010 | 2011 | 2012 | 2017 | 2021 |
| ---- | ---- | ---- | ---- | ---- | ---- | ---- |
| 102  | ↘79  | ↘28  | →28  | ↗29  | ↘20  | ↘5   |

## Улицы
- ул. Лесная,
- ул. Набережная,
- ул. Центральная.